# Su Mios
Su Mios is een eiland in de Indonesische provincie Papoea. Het is 4 km² groot en steekt nauwelijks boven de zeespiegel uit. De enige drie zoogdieren die er voorkomen zijn de buideldas Echymipera kalubu en de koeskoezen Phalanger orientalis en Spilocuscus maculatus.